# 国地方係争処理委員会
国地方係争処理委員会（くにちほうけいそうしょりいいんかい）とは、地方公共団体に対する国の関与について国と地方公共団体間の争いを処理することを目的に、総務省に置かれる合議制の第三者機関（審議会）。
地方自治法第250条の7の規定により設置される。
- 地方自治法は、以下で条数のみ記載する。

## 概要
地方公共団体は、是正の要求、許可の拒否その他の処分その他公権力の行使にあたる国の関与に不服がある場合、国地方係争処理委員会に審査を申し出ることができる。委員会は審査の申出に基づいて審査を行い、国の関与が違法等であると認めた場合には、国の行政庁に対して必要な措置を行う旨の勧告等を行う。
2000年に委員会が設置されてから審査が行われた最初の事例は、横浜市による日本中央競馬会の場外馬券売り場への新課税（勝馬投票券発売税）に対して総務大臣が不同意とした件（2001年4月）である。独立行政法人鉄道建設・運輸施設整備支援機構に対して国土交通大臣がした北陸新幹線の工事実施計画の認可に関する新潟県の審査の申出（2009年11月）のように、審査の対象に該当しないとして却下された事例もある。

## 組織
委員会は、両議院の同意を得て総務大臣が任命した5人の委員で構成される。委員の任期は3年。基本的に非常勤であるが、2人まで常勤とすることができる。委員長は委員の中から互選で選ばれる。会議は委員長が招集するが、委員長と委員2人以上の出席がないと会議を開けない。議決は出席者の過半数で決められる。可否同数の場合、委員長が決定権を持つ。

## 係争処理の流れ
審査対象（250条の131項）
- 是正の要求、許可の拒否その他国の公権力の行使としての関与（ただし、代執行手続の際の指示や代執行行為等は対象外）
- 国の不作為
- 国との協議が不調に終わった場合

審査の申出
地方公共団体の長その他の執行機関は、国の関与に不服があるときは、当該関与があった日から30日以内であれば、委員会に対し、当該関与を行った国の行政庁を相手方として、文書により審査の申出を行える。
審査の方法（250条の14）
委員会は審査の申出があった日から90日以内に審査を実施しなければならない。審査に際しては、必要に応じて、関係行政機関を参加させること、参考人に意見を陳述させること、証拠の鑑定、書類の提出要求等を行うことが可能である。
審査後の手順（250条の14）
国の関与が、自治事務に関して違法または不当、法定受託事務に関して違法である場合、委員会は、国の行政庁に対して必要な措置を講じるべき旨の勧告を行う。勧告には理由と期間が示される。委員会は、それと同時に地方公共団体の長その他執行機関にも勧告に関して通知し、公表もする。
関与に違法性も不当性もない場合、委員会は地方公共団体及び国の行政庁に対して理由を付して通知し、公表する。
審査の課程で調停による解決が可能だと判断した場合、職権によって調停案を作成し、当事者に提示し、受諾するよう勧告することができる。
訴訟の提起（251条の5）
地方公共団体は、以下の場合には、措置の通知、審査結果の通知があった日から30日以内に、高等裁判所に対して訴訟を提起できる。審査申出を経ずに直接提訴することはできない（審査申出前置主義）。
- 国が委員会の勧告に沿って行った措置に不満がある場合
- 委員会の審査の結果に不満がある場合

## 係争経緯の事例

### 勝馬投票券発売税導入計画（横浜市）
- 2000年代の横浜市の勝馬投票券発売税導入計画については「法定外普通税」を参照。

### 北陸新幹線整備計画（新潟県）
- 新潟県は北陸新幹線の計画に対して2009年（平成21年）11月6日国地方係争処理委員会に認可の審査を要求し、委員会は2009年（平成21年）12月25日却下[2]。新潟県は却下に対して30日以内に東京高裁に提訴せず、国との協議は続行されることとなった[3][4]。

### 普天間基地移設問題（沖縄県）
- 「沖縄防衛局長が申し立てた執行停止申立てにつき平成27年10月27日付けで国土交通大臣がした執行停止決定に係る審査」[5]
  - 沖縄県知事がした辺野古新基地建設に係る公有水面埋立承認処分の取消処分に対して沖縄防衛局が国土交通省に行った行政不服審査法に基づく審査請求に基づき行った執行停止申立に対する国土交通省がした執行停止処分に対し、沖縄県知事は2015年（平成25年）11月2日国地方係争処理委員会に審査の申出を行った。
  - 委員会は、一見明白に同審査請求が国固有の立場で行ったものでないとする国土交通省の判断が違法であると判断できず、審査の対象となる国の関与に該当しないとして、同年12月28日に却下した。
  - その後、沖縄県は福岡高裁那覇支部に提訴したが、別件の代執行訴訟における和解条項に基づき、沖縄防衛局が審査請求及び執行停止申立を取り下げることになり、沖縄県も訴えを取り下げた。
- 「平成28年3月16日付けで国土交通大臣がした地方自治法第245条の7第1項に基づく是正の指示に係る審査」[6]
  - 沖縄県がした辺野古新基地建設に係る公有水面埋立承認処分の取消処分に対し、2016年（平成28年）3月7日に国土交通省は取消処分を取消すよう沖縄県に是正の指示を行った。これにつき、沖縄県知事は、同月14日、国地方係争処理委員会に是正の指示に対し「地方自治法第249条第1項本文の定める方式（理由付記義務）に反し違法である」として審査の申出を行った。国土交通省が同月16日に是正の指示を一度撤回したため、同月22日、審査の申出を取り下げた。
  - 沖縄県がした辺野古新基地建設に係る公有水面埋立承認処分の取消処分に対し、同月16日、再度、国土交通大臣が詳細な理由書を付して取消処分を取消すよう是正の指示をしたため、同月22日、沖縄県知事は是正の指示の取消しを求めて国地方係争処理委員会に審査の申出を行った。これにつき、委員会は、同年6月20日、国と沖縄県との議論を深めるための共通の基盤が不十分な現在の状態の下で、是正の指示について地方自治法第245条の7第1項の規定に適合するか否かの判断をしても、「国と地方のあるべき関係を両者間に構築することに資することにならない」として、国と沖縄県は、普天間飛行場の返還という共通の目標に向けて真摯に協議し、双方がそれぞれ納得できる結果を導き出すべきとして、是正の指示の違法性及び不当性の判断を示さなかった。
- 「沖縄防衛局長がした審査請求に対して令和4年4月8日に国土交通大臣が行った裁決に係る審査」[7]
  - 2022年（令和4年）5月9日付で沖縄県知事が審査を申出[7]。
  - 2022年（令和4年）7月12日、本件裁決は「国の関与」には当たらず、当委員会の審査の対象とはならないと判断[7]。
  - 2022年8月に沖縄県は国土交通大臣の裁決と是正指示の関与取り消しを求めて2件の訴訟を提起した（後述）[8]。
- 「令和4年4月28日付けで国土交通大臣がした地方自治法第245条の7第1項に基づく是正の指示に係る審査」[9]
  - 2022年（令和4年）5月30日付で沖縄県知事が審査を申出[9]。
  - 2022年（令和4年）8月19日、本件是正の指示は違法でないと判断[9]。
  - 2022年8月に沖縄県は国土交通大臣の裁決と是正指示の関与取り消しを求めて2件の訴訟を福岡高裁那覇支部に提起したが、福岡高等裁判所那覇支部が2023年3月に県の訴えを退けた[8]。沖縄県は上告したが、最高裁判所では2023年8月に裁決の妥当性が争われた訴訟で上告を受理しないとして沖縄県側が敗訴、同年9月4日に是正指示についても上告を棄却して沖縄県側が敗訴した[8]。
- 「令和5年3月29日付けで農林水産大臣がした地方自治法第245条の7第1項に基づく是正の指示に係る審査」[10]
  - 基地建設を巡って沖縄防衛局は沖縄県に対して大浦湾に生息するサンゴおよそ8万4千群体の移植作業を許可するよう申請したが、沖縄県は地盤改良工事が必要な軟弱地盤上にあることなどから許可しなかった[11]。沖縄防衛局は農林水産大臣に対して沖縄県の不許可の取り消しを求め、農水水産大臣は沖縄県の移植不許可の決定を取り消した上で、沖縄県に対して許可するよう是正指示を出した[11]。この指示を違法として沖縄県は国地方係争処理委員会に指示の取り消しの勧告を求めたが、国地方係争処理委員会は2023年7月に申し立てを退けた[11]。
  - 2023年8月17日、沖縄県は農林水産大臣の指示取り消しを求めて福岡高等裁判所那覇支部に提訴した[11]。

### ふるさと納税（泉佐野市）
- 2019年5月、ふるさと納税で総務省は返礼品に関する指導に従わなかったとして泉佐野市を2019年6月に始まった新制度から除外することを決定[12]。2019年6月、泉佐野市は国の決定を不服として国地方係争処理委員会に審査を申し立てた[12]。
- 2019年9月、国地方係争処理委員会は改正地方税法に違反する恐れがあるとして泉佐野市の主張を一部認め総務省に再検討を勧告した[12][13][14]。しかし、2019年10月に総務省は除外継続を決定[15][16]。
- 2019年11月、泉佐野市は国の決定を不服として大阪高等裁判所に決定の取り消しを求めて提訴した[15]。2020年1月30日、大阪高等裁判所は泉佐野市の訴えを棄却する判決を言い渡した[12]。2020年2月6日、泉佐野市は最高裁判所に上告[17]。2020年6月30日、最高裁判所は大阪高等裁判所の判決を破棄し、泉佐野市の新制度からの除外決定を取り消した[18]。
- なお、泉佐野市と国との間では、ふるさと納税制度からの除外処分取り消しを求めた訴訟とは別に、ふるさと納税による多額の寄付金収入を理由に泉佐野市の特別交付税を大幅に減額した国の決定の取り消しを求める訴訟も起きている[19]。2022年3月10日、大阪地方裁判所は国の交付税減額の決定を違法として決定の取り消しを命じた[20]。その後、2023年5月10日、大阪高等裁判所は、本件は行政内部で調整すべき問題であり法律上の争訟に該当しないとして一審判決を取り消して請求を却下し、泉佐野市が逆転敗訴した[21]。しかし、2025年2月27日、最高裁は自治体が特別交付税額の取り消しを求める訴えは、法律上の争訟として裁判の対象になると判断し、審理を大阪高裁に差し戻した[22]。